# Проти нашої волі
«Проти нашої волі: чоловіки, жінки та зґвалтування» (англ. Against Our Will: Men, Women and Rape) — книга 1975 року про зґвалтування Сьюзан Бравнміллер, у якій авторка стверджує, що зґвалтування — це «свідомий процес залякування, за допомогою якого всі чоловіки тримають усіх жінок у стані страху».

## Резюме
Браунміллер критикує таких авторів, як Ріхард фон Крафт-Ебінґ, Зигмунд Фрейд, Карл Маркс і Фрідріх Енгельс за те, що вона вважає їхні недогляди щодо теми зґвалтувань. Вона визначає зґвалтування як «свідомий процес залякування, за допомогою якого всі чоловіки тримають усіх жінок у стані страху». Вона пише, що, наскільки їй відомо, жоден зоолог ніколи не спостерігав, щоб тварини ґвалтували у своєму природному середовищі існування. Браунміллер намагався вивчити загальні системи переконань, що жінки, яких зґвалтували, заслуговували на це, як обговорювалося Клінтоном Даффі та іншими. Вона обговорює зґвалтування під час війни, кидає виклик фрейдистській концепції жіночих фантазій про зґвалтування та порівнює це з груповим самосудом афроамериканців білими чоловіками. Це порівняння було використано, щоб показати, як самосуд колись вважався прийнятним для спільнот, а потім ставлення змінилося, а за ним змінилися закони; Браунміллер сподівався, що те саме трапиться із зґвалтуванням.

## Відгуки
Дехто вважає, що книга «Проти нашої волі» змінила суспільний світогляд і ставлення до зґвалтування. Її вважають такою, що вплинула на зміни в законодавстві щодо зґвалтування, зокрема, у кримінальних кодексах штатів, які вимагають підтвердження свідків зґвалтування і дозволяють адвокату відповідача представляти в суді докази попередньої сексуальної історії жертви. Мері Еллен Гейл написала в книжковому огляді «Нью-Йорк Таймс», що «Проти нашої волі» «заслуговує на місце на полиці поруч з тими рідкісними книжками про соціальні проблеми, які змушують нас встановлювати зв'язки, яких ми занадто довго уникали, і змінювати наше ставлення до того, що ми знаємо». Вона була включена до категорії «Women Rise» («Повстання жінок») Нью-Йоркської публічної бібліотеки «Книги століття». Критик Крістофер Леманн-Гаупт дав книзі переважно позитивну рецензію в The New York Times, зазначивши, що Бравнміллер «організувала величезний масив інформації в багатоцільовий інструмент», який дав програму модернізації законів про зґвалтування, вважаючи трактування зґвалтувань на війні надто детальним і онімілим.
Інші поставилися до роботи більш критично. Гей-дослідник Джон Лорітсен відкинув «Проти нашої волі», назвавши її «халтурою від початку до кінця: до смішного неточною, реакційною, нечесною і вульгарно написаною». Анджела Девіс стверджувала, що Бравнміллер проігнорувала роль чорношкірих жінок у русі проти лінчування, і що дискусія Бравнміллер про зґвалтування і расу перетворилася на «бездумне партнерство, яке межує з расизмом». Висновки Бравнміллер про мотивацію ґвалтівників були піддані критиці антропологом Дональдом Саймонсом у книзі «Еволюція людської сексуальності» (1979), а також Ренді Торнхіллом і Крейгом Т. Палмером у книзі «Природна історія зґвалтування» (2000).Історик Пітер Гей писав, що «Проти нашої волі» «заслуговує на почесне місце серед (справедливо) обурених» феміністичних дискусій щодо зґвалтувань, але ставлення до Зигмунда Фройда у Бравнміллера несправедливе.
Критик Каміль Палья назвав «Проти нашої волі» доброзичливим, але, проте, відкинув його як приклад «обмеженості припущень білого середнього класу в розумінні екстремальних емоційних станів або вчинків». Біхевіористський еколог Джон Алкок пише, що хоча Бравнміллер стверджувала, що жоден зоолог ніколи не спостерігав, як тварини гвалтують у їхньому природному середовищі існування, у 1975 році вже було «достатньо доказів» примусового злягання серед тварин, і з того часу накопичилися нові докази.
У 2015 році Time назвав цю тезу «вражаючою» і назвав «Проти нашої волі» «переконливим і приголомшливим портретом чоловічої жорстокості до жінок».